# Fußballverein 03 Radolfzell e.V.
Fußballverein 03 Radolfzell e.V. é uma agremiação esportiva alemã, fundada a 29 de julho de 1903, sediada em Radolfzell, no Lago de Constança, fronteira da Alemanha com Áustria e Suiça.

## História
Em 1908, fez uma fusão com o FC Singen 04 de curto prazo e passou a se chamar FC Radolfzell-Singen. Em 1946, o clube foi extinto e, em 1950, restabelecido.
Em 1946, esteve presente na Landesliga Südbaden-Ost. Atuou na década de 1960 na Amateurliga Schwarzwald-Bodensee e nos anos 1970, por três temporadas, na Amateurliga Südbaden.
Em 2010, chegou à Verbandsliga Südbaden. Após a temporada 2010-2011, participou da Landesliga 3 Südbaden.

## Cronologia recente
| Temporada | Liga                      | Lugar |
| --------- | ------------------------- | ----- |
| 2001/02   | Bezirksliga Bodensee (7)  | 5ª    |
| 2002/03   | Bezirksliga Bodensee (7)  | 2ª    |
| 2003/04   | Landesliga Südbaden 3 (6) | 14ª   |
| 2004/05   | Landesliga Südbaden 3 (6) | 10ª   |
| 2005/06   | Landesliga Südbaden 3 (6) | 4ª    |
| 2006/07   | Landesliga Südbaden 3 (6) | 7ª    |
| 2007/08   | Landesliga Südbaden 3 (6) | 9ª    |
| 2008/09   | Landesliga Südbaden 3 (7) | 2ª    |
| 2009/10   | Landesliga Südbaden 3 (7) | 2ª    |
| 2010/11   | Verbandsliga Südbaden (6) | 14ª   |
| 2011/12   | Landesliga Südbaden 3 (7) | 2ª    |